# Réz(I)-jodid
A réz(I)-jodid egy kémiai vegyület, képlete CuI. A tiszta réz(I)-jodid fehér színű anyag, vízben alig oldódik (0,00042 g/L 25 °C-on)

## Előállítása
Előállítható vízben oldott nátrium-jodid vagy kálium-jodid és valamilyen vízben oldható rézsó, pl.: réz-szulfát reakciójával:
Cu2+ + 2I- → CuI2
A CuI2 azonnal felbomlik réz(I)-jodiddá és elemi jóddá.
2CuI2 → 2CuI + I2
De előállítható elemi réz és jód hevítésével hidrogén-jodid savban.

## Külső hivatkozások
1. 1 2 3  A réz(I)-jodid vegyülethez tartozó bejegyzés az IFA GESTIS adatbázisából. A hozzáférés dátuma: 2011. január 17. (JavaScript szükséges) (angolul)